# Tryfena
Tryfena – imię żeńskie pochodzenia greckiego, od gr. Τρυφαινα (Tryphaina), co pochodzi od gr. τρυφη (tryphe) —"miękkość, łagodność, delikatność". Imię to było wzmiankowane w Nowym Testamencie. Patronką tego imienia jest św. Tryfena (I wiek).
Tryfena imieniny obchodzi 10 listopada.